# لوئیز فلیپه (برندی)

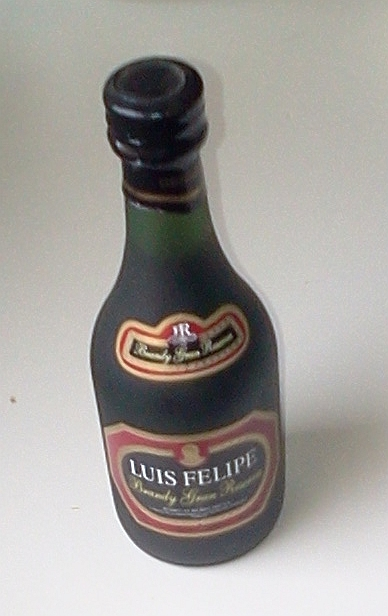
یک بطری کوچک از براندی لوئیز فیلیپه

لوئیز فیلیپه نام یک براندی با کیفیت است، که از بودگاس روبیو در لا پالما دل کندادو اسپانیا به بازار عرضه می شود.
بشکه های بلوط که این کنیاک بسیار قدیمی در آن جاافتاده می شود در سال 1893 هنگام تاسیس بودگاس روبیو کشف شدند. این بشکه ها متعلق به پسر لوئی فیلیپ اول پادشاه بورژوای فرانسه بوده اند که قبل از مرگ در سویل اقامت داشته و به او اختصاص داشته است.
پس از از میان رفتن بودگاس مورالس، بشکه های شامل برندی لوئیز فیلیپه توسط بودگاس روبیو در سال 1965 تصاحب شد. این محصول با الگو گیری ازین برندی کشف شده از حدود سال 1990 با موفقیت به بازار عرضه شده است. بخشی از تولیدات این کارخانه علاوه بر اسپانیا به پرتغال، آلمان، سوئیس و ژاپن نیز صادر می شود.

## شماره های تولید
- برندی گران رزروا لوئیز فیلیپه 60 ساله: 10 هزار بطری
- برندی گران رزروا لوئیز فیلیپه 75 ساله: 300 بطری
- برندی گران رزروا سین آنوئس 100 ساله: 60 بطری

## پیوندهای وب
- وب سایت Bodegas Rubio (آلمانی)